# Парма (баскетбольный клуб)
«Парма» — российский профессиональный мужской баскетбольный клуб из Перми. Выступает в Единой лиге ВТБ. Двукратный обладатель Кубка России (2016, 2019). Команда создана бывшими игроками «Урал-Грейта», который прекратил существование в 2009 году.

## История
Баскетбольный клуб «Парма» был основан в 2012 году. Основой для создания стал проект «Академия баскетбола», осуществлённый при поддержке министерства спорта Пермского края и центра спортивной подготовки Пермского края. Тренерский штаб «Пармы» составили бывший капитан «Урал-Грейта» Вячеслав Шушаков и тренер Владимир Полуянов.
Первый сезон «Парма» провела в высшей лиге чемпионата России и стала лидером по посещаемости на домашних матчах (в среднем 1700 зрителей). Лидерами по итогам сезона стали капитан Василий Бабайлов, игроки Антон Катаев, Александр Винник и совмещающий роли игрока и генерального директора Александр Башминов.
Сезон 2013/2014 «Парма» провела в Суперлиге. Команду пополнили пермские воспитанники: Сергей Чернов, Антон Бревнов, Николай Жмако и Антон Щербинин. Сезон команда закончила на 11 месте.
Сезон 2014/2015 «Парма» провела в Суперлиге и приняла участие в розыгрыше Кубка России. В команде появились новички — Максим Дыбовский и Константин Буланов, а также выступавший за команды Единой лиги ВТБ Алексей Суровцев.
В межсезонье 2014/2015 «Парма» стала обладателем Открытого кубка Удмуртии. Сам сезон стал переломным для команды. Уверенное лидерство в Суперлиге на протяжении 22 туров изменило восприятие «Пармы» со стороны соперников. На команду теперь стали настраиваться как на одного из лидеров чемпионата. Команда завершила сезон на 7 месте.
Благодаря точечной селекции в межсезонье 2015/2016 «Парма» получила качественное усиление в лице перспективного форварда Вадима Балякина, юного воспитанника «Зенита-2» Евгения Борисюка и центрового Ивана Нелюбова. Пройдя по сумме двух встреч в 1/4 финала розыгрыша Кубка России «Новосибирск», «Парма» впервые в своей истории вышла в «Финал четырёх» Кубка России. Решением исполкома РФБ местом проведения была выбрана Пермь и площадка УДС «Молот». 22 февраля 2016 года, разгромив в финале петербургский «Зенит» (97:65), «Парма» стала обладателем Кубка России.
7 мая 2016 года «Парма» завершила сезон завоеванием бронзовых медалей Суперлиги. При своих зрителях, на паркете спорткомплекса имени Сухарева была одержана победа над «Самарой».
16 июля 2016 года решением совета Лиги баскетбольный клуб «Парма» стал новым участником Единой лиги ВТБ.
Первый сезон сложился для команды крайне тяжело: несмотря на то что во многих матчах команда имела преимущество, а дважды подряд, в домашних матчах с командой УНИКС и «Автодором», состоявшихся на экваторе сезона, игра переходила в дополнительное время, первая победа пермской команды состоялась лишь 2 апреля 2017 года: в выездном матче был обыгран клуб «Цмоки-Минск» (62:71). Эта победа в итоге оказалась для команды единственной в сезоне, который «Парма» завершила на последнем месте.
Перед вторым сезоном «Пармы» в Единой Лиге ВТБ команду возглавил латвийский тренер Николайс Мазурс, который ранее работал с юношескими сборными Латвии, рижской командой ВЭФ, грузинской «Витой» и саратовским «Автодором». Также команду пополнили легионеры Коди Миллер-Макинтайр, Фрэнк Гейнс, Трэ МакЛин, Яник Морейра и Андрейс Гражулис. По результатам сезона команда в упорной борьбе уступила путёвку в розыгрыш плей-офф и заняла 11 место.

## Результаты выступлений
| Сезон     | Единая лига ВТБ         | Чемпионат России | Суперлига Суперлига-1 дивизион | Высшая лига | Кубок России            | Европейские турниры                |
| --------- | ----------------------- | ---------------- | ------------------------------ | ----------- | ----------------------- | ---------------------------------- |
| 2012/2013 | —                       | —                | —                              | 5 место     | Первый отборочный раунд | —                                  |
| 2013/2014 | —                       | —                | 11 место                       | —           | Второй отборочный раунд | —                                  |
| 2014/2015 | —                       | —                | 7 место                        | —           | 1/4 финала              | —                                  |
| 2015/2016 | —                       | —                | 3 место                        | —           | Обладатель              | —                                  |
| 2016/2017 | 13 место                | 9 место          | —                              | —           | 3 место                 | —                                  |
| 2017/2018 | 11 место                | 8 место          | —                              | —           | 1/4 финала              | Кубок Европы ФИБА: 2-й квал. раунд |
| 2018/2019 | 13 место                | 9 место          | —                              | —           | Обладатель              | —                                  |
| 2019/2020 | сезон досрочно завершён | 6 место          | —                              | —           | 1/4 финала              | —                                  |
| 2020/2021 | 1/4 финала              | 7 место          | —                              | —           | —                       | Кубок Европы ФИБА: 4 место         |
| 2021/2022 | 1/4 финала              | 5 место          | —                              | —           | —                       | Кубок Европы ФИБА: 2-й раунд       |
| 2022/2023 | 1/4 финала              | 7 место          | —                              | —           | —                       | —                                  |
| 2023/2024 | 1/4 финала              | 6 место          | —                              | —           | 1/4 финала              | —                                  |
| 2024/2025 | 1/4 финала              | 8 место          | —                              | —           | 1/4 финала              | —                                  |

## Достижения
Суперлига-1 дивизион
- Бронзовый призёр: 2015/2016

Кубок России:
- Обладатель (2): 2015/2016, 2018/2019
- Бронзовый призёр: 2016/2017

## Личные награды
Единая лига ВТБ
MVP месяца:
- январь 2022 —  Джеремайя Хилл[4];
- март 2023 —  Айзея Риз[5];
- январь 2024 —  Би Джей Джонсон[6].

Лучший молодой игрок сезона: 
- 2016/2017 —  Иван Ухов[7].

Лучший перфоманс сезона:
- 2022/2023 —  Джастин Роберсон[8].

Матч всех звёзд:
- 2018 —  Иван Ухов
- 2018 —  Коди Миллер-Макинтайр
- 2019 —  Рашард Келли
- 2020 —  Максим Григорьев
- 2020 —  Артём Забелин
- 2020 —  Адас Юшкявичюс
- 2021 —  Адас Юшкявичюс
- 2022 —  Евгений Воронов
- 2023 —  Джастин Роберсон
- 2023 —  Райан Боутрайт
- 2023 —  Малик Диме
- 2024 —  Александр Платунов
- 2024 —  Айзея Риз
- 2024 —  Ричард Соломон
- 2025 —  Ройс Хэмм
- 2025 —  Гарретт Невелс

Суперлига-1 дивизион
Символическая пятёрка:
- 2015/2016 —  Сергей Чернов[источник не указан 490 дней].

Кубок России по баскетболу
Самый ценный игрок:
- 2015/2016 —  Александр Винник
- 2018/2019 —  Александр Платунов

## Главные тренеры
- 2012—2017 —  Вячеслав Шушаков
- 2017—2019 —  Николайс Мазурс[9]
- 2019 —  Вячеслав Шушаков
- 2019—2022 —  Казис Максвитис[10]
- 2022 —  Вячеслав Шушаков
- 2022 — н. в. —  Евгений Пашутин[11]

## Капитаны команды
- 2012—2016 —  Василий Бабайлов
- 2016—2018 —  Сергей Чернов
- 2018—2021 —  Константин Буланов[12]
- 2022 —  Евгений Воронов
- 2022—2024 —  Александр Платунов
- 2024 — н. в. —  Станислав Ильницкий

## Экипировка и спонсоры
| Годы         | Производители формы | Годы         | Спонсоры     |
| ------------ | ------------------- | ------------ | ------------ |
| 2012—2016    | –                   | 2012—2015    | без спонсора |
| 2012—2016    | –                   | 2015 — н. в. | Т Плюс       |
| 2016 — н. в. | PEAK                | 2015 — н. в. | Т Плюс       |

## Текущий состав
| \| Поз. \| № \| Гражд. \| Имя \| Дата рождения (возраст) \| Рост \| Вес \| Звание \| \| ---- \| -- \| ------ \| ----------------------- \| ------------------------ \| ------ \| ------ \| ------ \| \| РЗ \| 2 \| \| Брендан Адамс \| 3 апреля 2000 (25 лет) \| 193 см \| 93 кг \| \| \| ЛФ \| 3 \| \| Лев Свинин \| 9 октября 2006 (18 лет) \| 204 см \| 75 кг \| \| \| РЗ \| 4 \| \| Джейлен Адамс \| 4 мая 1996 (29 лет) \| 191 см \| 88 кг \| \| \| ТФ \| 5 \| \| Микаэль Хопкинс \| 23 июня 1993 (32 года) \| 206 см \| 105 кг \| \| \| АЗ \| 6 \| \| Виктор Сандерс \| 16 февраля 1995 (30 лет) \| 196 см \| 90 кг \| \| \| ТФ \| 11 \| \| Станислав Ильницкий (К) \| 24 февраля 1994 (31 год) \| 200 см \| 100 кг \| МС \| \| Ц \| 32 \| \| Террелл Картер \| 6 января 1996 (29 лет) \| 208 см \| 122 кг \| \| \| АЗ \| 33 \| \| Тимофей Якушин \| 16 января 1997 (28 лет) \| 195 см \| 90 кг \| \| \| Ц \| 35 \| \| Александр Шашков \| 26 февраля 2000 (25 лет) \| 210 см \| 104 кг \| \| \| Ц \| 61 \| \| Глеб Фирсов \| 17 января 2005 (20 лет) \| 208 см \| 72 кг \| \| \| РЗ \| 70 \| \| Иван Егоров \| 18 июня 2005 (20 лет) \| 189 см \| 86 кг \| \| \| ЛФ \| 93 \| \| Александр Захаров \| 12 июня 1993 (32 года) \| 203 см \| 97 кг \| МС \| | Главный тренер - Евгений Пашутин Ассистенты тренера - Захар Пашутин - Вячеслав Шушаков - Сергей Жармухамедов Легенда - (К) — Капитан команды Последнее изменение: 8 августа 2025 года |             |                         |                          |        |        |        |
| Поз. | № | Гражд.      | Имя                     | Дата рождения (возраст)  | Рост   | Вес    | Звание |
| РЗ | 2 | Флаг США    | Брендан Адамс           | 3 апреля 2000 (25 лет)   | 193 см | 93 кг  |        |
| ЛФ | 3 | Флаг России | Лев Свинин              | 9 октября 2006 (18 лет)  | 204 см | 75 кг  |        |
| РЗ | 4 | Флаг США    | Джейлен Адамс           | 4 мая 1996 (29 лет)      | 191 см | 88 кг  |        |
| ТФ | 5 | Флаг США    | Микаэль Хопкинс         | 23 июня 1993 (32 года)   | 206 см | 105 кг |        |
| АЗ | 6 | Флаг США    | Виктор Сандерс          | 16 февраля 1995 (30 лет) | 196 см | 90 кг  |        |
| ТФ | 11 | Флаг России | Станислав Ильницкий (К) | 24 февраля 1994 (31 год) | 200 см | 100 кг | МС     |
| Ц | 32 | Флаг США    | Террелл Картер          | 6 января 1996 (29 лет)   | 208 см | 122 кг |        |
| АЗ | 33 | Флаг России | Тимофей Якушин          | 16 января 1997 (28 лет)  | 195 см | 90 кг  |        |
| Ц | 35 | Флаг России | Александр Шашков        | 26 февраля 2000 (25 лет) | 210 см | 104 кг |        |
| Ц | 61 | Флаг России | Глеб Фирсов             | 17 января 2005 (20 лет)  | 208 см | 72 кг  |        |
| РЗ | 70 | Флаг России | Иван Егоров             | 18 июня 2005 (20 лет)    | 189 см | 86 кг  |        |
| ЛФ | 93 | Флаг России | Александр Захаров       | 12 июня 1993 (32 года)   | 203 см | 97 кг  | МС     |

## Домашняя арена
- Спортивный комплекс имени В. П. Сухарева (вместимость — 1200 человек) до 2016 года.
- УДС «Молот» имени Виктора Лебедева (вместимость — 7000 человек) с 2016 года.